# Нежигай, Иван Лукич
Иван Лукич Нежигай (8 сентября 1918, Лозоватка, Екатеринославская губерния — 10 апреля 1988, Кривой Рог, Днепропетровская область) — полковник Советской армии, участник Великой Отечественной войны, Герой Советского Союза (1945).

## Биография
Родился 8 сентября 1918 года в селе Лозоватка (ныне в Криворожском районе Днепропетровской области).
После окончания восьми классов работал техническим секретарём в райкоме ВЛКСМ. В январе 1940 года был призван на службу в Рабоче-крестьянскую Красную армию. С июня 1941 года — на фронтах Великой Отечественной войны.
К январю 1945 года капитан Иван Нежигай командовал ротой 1133-го стрелкового полка 339-й стрелковой дивизии 33-й армии 1-го Белорусского фронта. Отличился во время освобождения Польши. 14 января 1945 года рота Нежигая принимала активное участие в прорыве немецкой обороны с Пулавского плацдарма в районе местечка Секерка к юго-востоку от города Зволень. Во главе своей роты Нежигай первым ворвался во вражеские траншеи и очистил их, способствуя успешному наступлению всего батальона.
Указом Президиума Верховного Совета СССР от 27 февраля 1945 года за «образцовое выполнение боевых заданий командования на фронте борьбы с немецкими захватчиками и проявленные при этом мужество и героизм» капитан Иван Нежигай был удостоен высокого звания Героя Советского Союза с вручением ордена Ленина и медали «Золотая Звезда» за номером 7398.
Участвовал в Параде Победы. После окончания войны Нежигай продолжил службу в Советской армии. В 1950 году окончил курсы усовершенствования офицерского состава. В 1960 году в звании полковника Нежигай был уволен в запас. Проживал в Кривом Роге.
Умер 10 апреля 1988 года.
Был также награждён орденами Красного Знамени, Александра Невского, Отечественной войны 1-й степени, Красной Звезды, рядом медалей.

## Память
- Имя на Стеле Героев в Кривом Роге.